# Uggerhøj
Uggerhøj Holding A/S eller Uggerhøj er en dansk bilforhandler- og autoværkstedskæde med ti afdelinger i Danmark og hovedkvarter i Frederikshavn. De forhandler, markedsfører, servicerer og vedligeholder personbiler, varebiler, lastbiler og busser af 10 forskellige mærker fra primært Stellantis og fra Volkswagen Group.
Virksomheden blev grundlagt i 1954 af Knud Uggerhøj, der åbnede en bilforretning på privatadressen i Danmarksgade i Frederikshavn. I 1955 åbnes der nyt værksted med vaskehal. I 1963 åbnes en udstillingshal. Knud Uggerhøj drev virksomheden frem til sin død i 2003. Herefter tog sønnen Sten Uggerhøj over. I 2024 havde de ca. 307 ansatte og omsatte for 1,569 mia. kroner.